# George Crișan
George Crișan (n. 7 noiembrie 1887, Beiuș, jud. Bihor – d. 23 iunie 1935, București) a fost delegat din partea cercului electoral Aletea-Sântana, comitatul Arad la Marea Adunare Națională de la Alba Iulia, organismul legislativ reprezentativ al „tuturor românilor din Transilvania, Banat și Țara Ungurească”, cel care a adoptat hotărârea privind Unirea Transilvaniei cu România, la 1 decembrie 1918

## Biografie
George Crișan s-a născut în familia tăbăcarului Ilarie Crișan, într-o familie cu încă 4 frați. Rămâne la scurt timp orfan de mamă. Se înscrie la Facultatea de Drept a Universitații din Budapesta, unde obține atât licența, cât și titlul de doctor în științe juridice. Se înscrie în Baroul Arad pentru stagiatură în perioada 5 februarie 1909 -1 septembrie 1912, iar începând cu data de 12 noiembrie 1912 se înscrie ca avocat definitiv în baroul arădean și își deschide propriul birou.
A publicat în presa românească articole politice, dar și studii de specialitate în drept internațional sau de analiză politică. În anul 1929 a editat volumul "Două politici", iar în 1930 "Un nou program de finanță publică".

## Activitate politică
A fost avocat, membru și secretar al P.N.R., secretar al C.N.R. Arad, secretar al Marii Adunări Naționale  și delegat la Marea Adunare Națională de la Alba Iulia de la 1 decembrie 1918 din partea cercului Aletea-Sântana, comitatul Arad, (azi județul Arad) apoi a devenit după 1918, președintele Casei Naționale de Economii și Cecuri Poștale, a mai fost deputat, ministru, secretar al P.N.Ț, pentru Ardeal, președinte al P.N.Ț Bihor.
După Unire a fost desemnat să facă parte din delegația română la Conferința de Pace de la Paris. În anul 1919 a fost desemnat să facă parte din delegația română de la Conferința Internațională de la Haga. La alegerile parlamentare din noiembrie 1919 a obținut mandatul de deputat în circumscripția Vașcău. 
El a rămas un activist de marcă al PNR și apoi al PNȚ. Astfel, în timpul guvernării PNȚ a fost secretar de stat la Ministerul Lucrărilor Publice și Comunicații (1931-1932). A făcut parte din conducerea organizației Transilvania-Banat a partidului, fiind un colaborator apropiat al liderilor ardeleni, Iuliu Maniu și Al. Vaida-Voevod. A îndeplinit chiar și funcția de secretar al acesteia. Pentru o lungă perioadă de timp a fost și președintele organizației județene Bihor a Partidului Național Țărănesc. La alegerile din 1931 a obținut un nou mandat de deputat de Bihor, când a fost ales și vicepreședinte al Camerei Deputaților.